# Chambrelien
Chambrelien är en ort i kommunen Rochefort i kantonen Neuchâtel i Schweiz. Den ligger cirka 9 kilometer väster om Neuchâtel. Orten har 363 invånare (2022).